# 티포주성

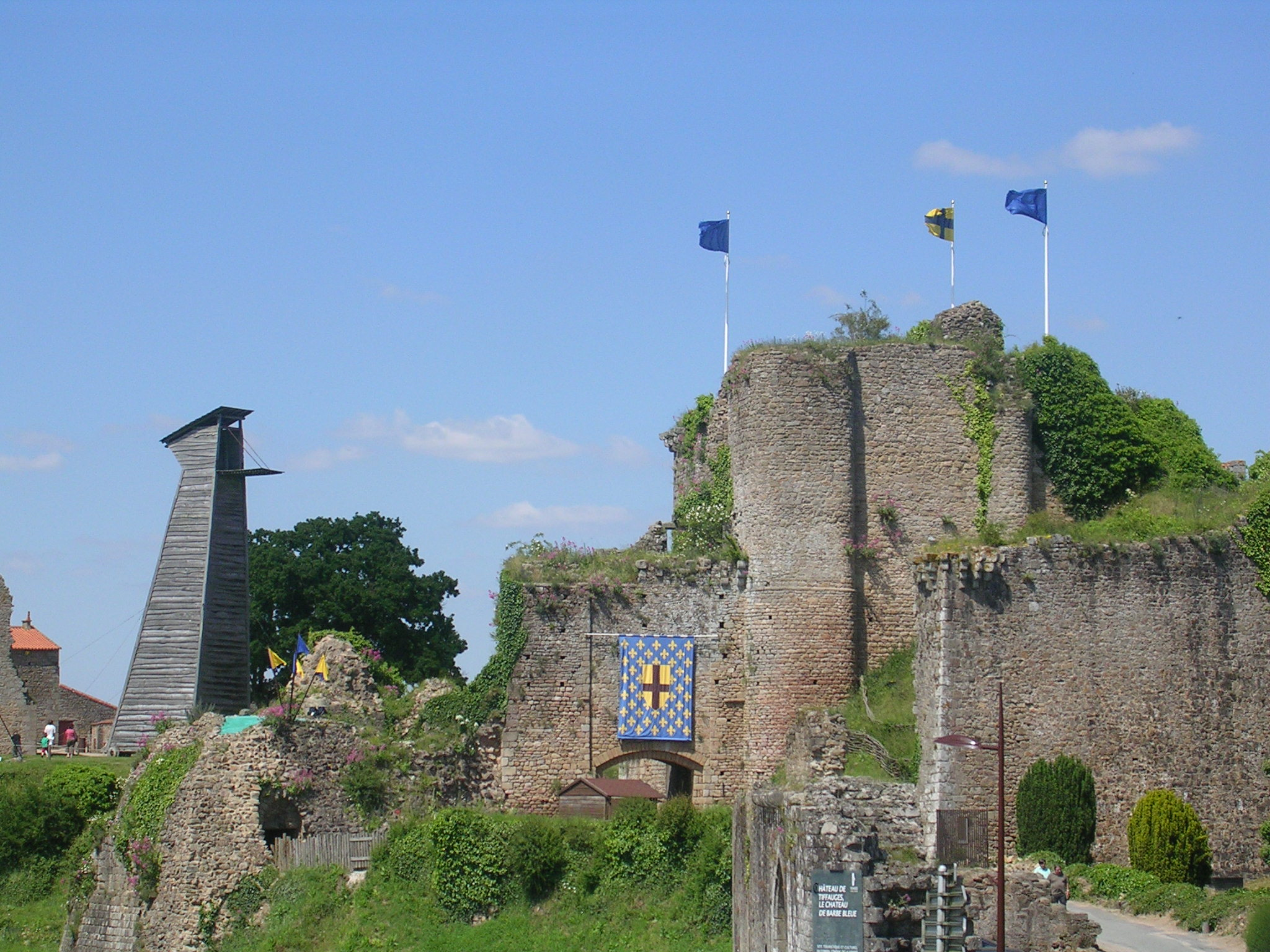
티포주성의 전경

티포주성(프랑스어: Château de Tiffauges) 또는 티포주성은 프랑스 방데주, 티포주 코뮌에 위치한 중세의 성이다.이 성은 또한 푸른 수염으로 알려진 유명한 소유자인 질 드 레 이후, 푸른 수염의 성으로 알려져있다.
티포주 성은 12세기와 16세기 사이에 건축되었다. 세베르낭테즈강과 크륌강의 합류 지점의 언덕 위에 위치하여, 적에 대항하여 보호할 수 있게 하였다.

## 같이 보기
- 질 드 레
- 푸른 수염
- 프랑스의 성들